# Джо Алех
Джо Алех  (англ. Jo Aleh, 15 травня 1986) — новозеландська яхтсменка, олімпійка.

## Виступи на Олімпіадах
| Олімпіада   | Дисципліна | Місце |
| ----------- | ---------- | ----- |
| Пекін 2008  | Лазер      | 7     |
| Лондон 2012 | Клас 470   | 1     |
| Ріо 2016    | Клас 470   | 2     |